# 十和田東線

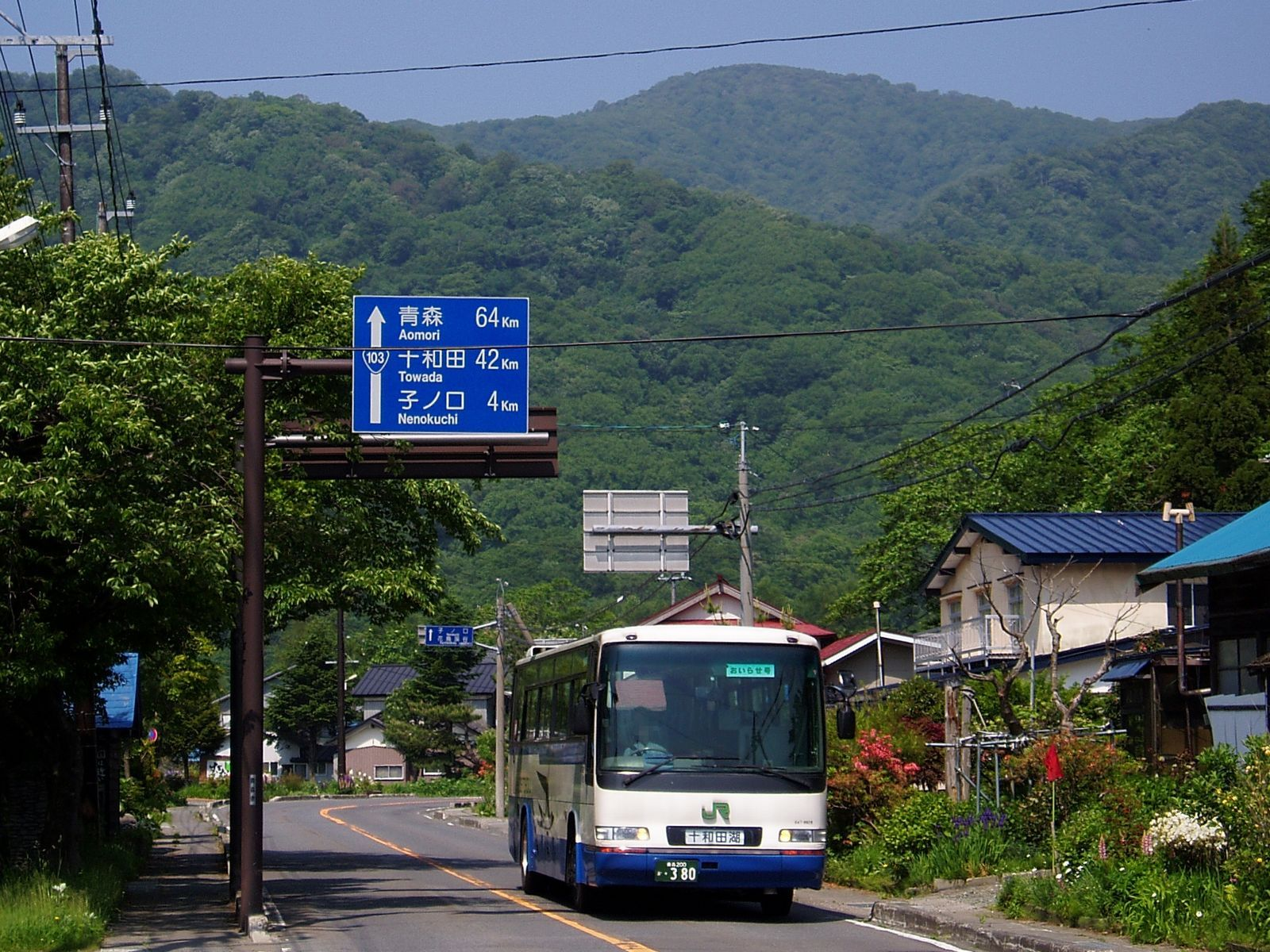
十和田東線「おいらせ号」（宇樽部にて：2008年6月撮影）

十和田東線（とわだとうせん）
1. 国鉄バス東北自動車部北福岡営業所が担当し北福岡～十和田湖間を運行していた路線の名称。
2. JRバス東北が八戸駅～十和田湖間を運行している路線の愛称。下記を参照。

十和田東線（とわだとうせん）は、青森県八戸市と同県十和田市十和田湖畔の十和田湖駅を結ぶJRバス東北が運行する路線である。愛称は「おいらせ号（おいらせごう）」で、冬期間（11月中旬～4月中旬）は運休となる。

## 概説
従来、八戸 - 十和田湖間では十和田観光電鉄（バス）十和田湖観光線が運行していたが、知名度の低さと八戸駅を経由しないなどの利便性が悪かったことから2000年の運行をもって廃止された。
2002年12月1日の東北新幹線八戸開業に合わせて、冬期間の十和田湖への利便性を高めるため十和田北線から分岐する形で路線が延長され、運行が開始された。この区間では地元事業者の十鉄バス・南部バス・三八五バスが会員制バス活彩とわだこ号の運行を同時に開始したが、十和田北線を運行するJRバスの知名度や東日本旅客鉄道（JR東日本）発売の特別企画乗車券で乗車可能にしたことなどにより、利用状況は好調に推移した。
運行開始当初は八戸駅（西口）から十和田湖温泉郷との間にバス停がなかったが、2008年4月1日、新たに途中の3カ所のバス停（六戸・十和田市現代美術館・奥入瀬ろまんパーク<道の駅奥入瀬>）を設置し、利便性を更に高めることとなった。
近年の冬季における乗客減少の影響（2012年度冬季における「おいらせ号」の八戸駅発着時点の乗客数は平均4.5人だったという）などにより、2014年度から冬期間は運休されることとなった。

## 運行概要

### ダイヤ
2024年は4月13日に運行開始。毎日2往復運行される。基本的に八戸駅で東北新幹線はやぶさに接続する。

### 主な停留所
2024年9月1日現在
八戸駅西口 - 十和田市まちなか交通広場 - 十和田市現代美術館 - 奥入瀬ろまんパーク（トイレ休憩あり） - 奥入瀬渓流温泉 - 奥入瀬渓流館 - 石ヶ戸 - 子ノ口 - 宇樽部 - 十和田湖
※八戸駅 - 奥入瀬渓流温泉間は表記の停留所のみに停車し、奥入瀬渓流温泉 - 十和田湖間は各停留所に停車する。

## 歴史
- 2002年（平成14年）12月1日 - 東北新幹線八戸開業に合わせて運行開始（担当：青森支店）。
- 2006年（平成18年）12月1日 - 宇樽部 - 休屋間を結ぶ国道103号の宇樽部バイパスが開通による旧道区間が冬季閉鎖に格下げられたことに伴い、同区間内を宇樽部バイパス経由とする（12月1日～翌年3月31日まで）。それに伴い冬季閉鎖区間内にあたる瞰湖台停留所が冬季通過となる。
- 2007年（平成19年）11月12日 - 八戸発のみ蔦温泉を経由（11月12日～翌年3月31日まで）。
- 2008年（平成20年）4月1日 - 八戸駅（西口） - 十和田湖温泉郷間に、六戸・十和田市現代美術館・奥入瀬ろまんパークの各バス停を新設。
- 2009年（平成21年）4月1日 - 宇樽部バイパス通年経由に路線を変更、瞰湖台停留所（旧道）が廃止となる。
- 2010年（平成22年）12月4日 - 宇樽部 - 十和田湖間に下宇樽部バス停を新設。
- 2011年（平成23年）
  - 3月5日 - 東北新幹線「はやぶさ号」運行開始に合わせ、親会社：JR東日本の協力による新車両「はやぶさカラーバス」を投入、うち「おいらせ号」1往復に同車両を充当。[4][5]。
  - 4月29日 - 同年3月11日に発生した東北地方太平洋沖地震の影響により運休していたが、この日より1日2往復で運行を再開。
- 2014年（平成26年）11月10日 - 2014年 - 2015年度の冬季ダイヤより、冬期間運休[3]。
- 2016年（平成28年） - このシーズンを以って、JRみどりの窓口での乗車券発売を終了。
- 2021年（令和3年）3月27日 - 他の青森県内路線の「みずうみ号」「青森空港線」「横内線」と同様にICカード乗車サービスを開始[6][7]。
- 2022年（令和4年）4月11日 - 十和田市まちなか交通広場への乗り入れを開始。
- 2023年（令和5年） - このシーズンを以って、子ノ口駅・十和田湖駅の券売機における普通乗車券の発売、「青森・八戸・十和田湖フリーきっぷ」の設定・発売を終了[8]。
- 2024年（令和6年）9月1日 - ダイヤ改正。六戸、焼山の各バス停を廃止[9]。この日の出発便より八戸駅発の便（おいらせ21号・23号）において一部予約制（八戸駅西口 - 奥入瀬渓流温泉間から乗車の場合のみ。予約料300円）を導入[10]。

## 乗車方法
- 八戸駅発の便に八戸駅西口 - 奥入瀬渓流温泉間から乗車する場合、事前の予約が必要（予約料300円）[10]。
- 運賃は予約料とは別に乗車当日の下車時に精算する。Suicaなど交通系ICカードでの乗車も可能[11]。
- JRバス東北の回数券（金券式・セット回数券とも）で乗車できる。

## その他
- トップドア車、前乗り前降り。